# Oppenheimer (pel·lícula)
Oppenheimer és una pel·lícula de drama històric biogràfic de 2023 dirigida, escrita i coproduïda per Christopher Nolan, basada en la vida de J. Robert Oppenheimer, el físic teòric estatunidenc acreditat per ser el "pare de la bomba atòmica" pel seu paper al Projecte Manhattan, el projecte de la Segona Guerra Mundial que va desenvolupar les primeres armes nuclears. Adaptada del llibre American Prometheus: The Triumph and Tragedy of J. Robert Oppenheimer de Kai Bird i Martin J. Sherwin, la pel·lícula compta amb un gran repartiment encapçalat per Cillian Murphy com Oppenheimer, amb Emily Blunt, Matt Damon, Robert Downey Jr., i Florence Pugh en papers secundaris clau. És una coproducció entre Universal Pictures, Syncopy Inc. de Nolan i Emma Thomas i Atlas Entertainment de Charles Roven. S'ha subtitulat al català.
La pel·lícula es va anunciar al setembre de 2021 i Cillian Murphy fou el primer actor del repartiment en confirmar el seu involucrament, amb la resta del repartiment afegint-se entre el novembre de 2021 i l'abril de 2022. La preproducció es va iniciar a partir del gener de 2022 i el rodatge va ser des d'aquell mateix febrer fins al maig del següent any. Oppenheimer va ser filmada amb una combinació d'IMAX 65mm i pel·lícula de format gran 65mm, incloent-hi, per primera vegada, escenes d'IMAX amb imatges en blanc i negre. Com en les seves obres anteriors Nolan va fer ús extens d'efectes pràctics, amb mínima intervenció d'efectes especials. L'edició de la pel·lícula la va portar Jennifer Lame i la música la va compondre Ludwig Göransson. Distribuïda per Universal Pictures, el film es va estrenar l'11 de juliol de 2023 a París i comercialment el dia 21 del mateix mes. És la primera pel·lícula de Nolan que no distribueix Warner Bros. Pictures des de Memento l'any 2000, a causa dels desacords derivats de l'estratègia de llançament simultània mitjançant HBO Max.
L'estrena simultània amb Barbie de Greta Gerwig va provocar el fenomen "Barbenheimer" a les xarxes socials, que va animar el públic a veure ambdues pel·lícules com a doble llargmetratge. La pel·lícula ha recaptat més de 400 milions de dòlars a tot el món i ha rebut elogis de la crítica, amb elogis particulars pel seu repartiment, guió i imatges.

## Argument
Un jove i brillant J. Robert Oppenheimer lluita contra la nostàlgia i l'ansietat al Laboratori Cavendish sota la tutela de Patrick Blackett, un tutor exigent, a qui deixa una poma enverinada. Després de completar el doctorat en física a la Universitat de Göttingen, torna als Estats Units impulsat per l'absència d'investigacions sobre física quàntica. Comença a fer classes a la Universitat de Califòrnia a Berkley, alhora que dedica temps a l'Institut Tecnològic de Califòrnia. Pel camí, coneix personalitats com Ernest Lawrence, Premi Nobel el 1939, que insisteix en la importància de les aplicacions pràctiques; Jean Tatlock, membre del Partit Comunista dels Estats Units, amb qui manté una relació sentimental intermitent fins al seu suïcidi; i la biòloga Katherine Puening, amb qui es casa més tard. En un moment donat, ell i Albert Einstein, físic de fama mundial, discuteixen sobre les implicacions de llarg abast de les armes nuclears i la feixuga càrrega de coneixements que suporten.
Leslie Groves s'acosta a Oppenheimer i demana que participi en el desenvolupament de la bomba atòmica, conegut com el Projecte Manhattan, però només després que Oppenheimer els asseguri que no simpatitza amb el comunisme. En conseqüència, Oppenheimer reuneix un equip de científics per treballar junts i crear la bomba atòmica a Los Álamos, Nou Mèxic, amb l'objectiu d'utilitzar-la com a mitjà per salvar el món malgrat les preocupacions sobre les possibles repercussions mundials, en particular, el perill dels nazis i el seu antisemitisme impulsa el jueu Oppenheimer.
Quan Alemanya es rendeix a la Segona Guerra Mundial, alguns dels científics del projecte comencen a qüestionar-ne la importància. Tot i això, aquest segueix endavant i la prova Trinity es porta a terme amb la incertesa inherent a la possibilitat de desencadenar una reacció en cadena que podria tenir conseqüències catastròfiques i potencialment acabar amb el món. La prova es completa amb èxit just abans de la Conferència de Potsdam. El president nord-americà Harry S. Truman pren la decisió de llançar bombes atòmiques sobre Hiroshima i Nagasaki (Japó). Devastat per la immensa destrucció causada per aquests bombardejos, Oppenheimer es reuneix amb Truman al seu despatx, que està disgustat per l'estat emocional d'Oppenheimer i ho percep com a debilitat. A la seva reunió, absol Oppenheimer de tota responsabilitat pels bombardejos, però Oppenheimer se'n fa responsable a si mateix.
Als anys següents, Oppenheimer es converteix en un ferm defensor contra el desenvolupament nuclear, especialment la creació de la bomba d'hidrogen. Tot i això, la seva postura es converteix en un punt de discòrdia en el tens clima de la Guerra Freda amb la Unió Soviètica. Els llaços esquerrans d'Oppenheimer i la seva associació amb Tatlock desperten sospites entre els funcionaris del govern. Lewis Strauss, una figura poderosa amb fermes opinions anticomunistes i rancúnia contra Oppenheimer, aprofita l'oportunitat per explotar aquestes acusacions a través d'una audiència destinada a apartar Oppenheimer de la influència política. Es revoca l'autorització de seguretat d'Oppenheimer, i la revelació de la seva aventura amb Tatlock i la sospita dels seus vincles amb el comunisme provoquen la caiguda en desgràcia, silenciant-ne de fet la influència. No obstant això, en una audiència pròpia, les accions de Strauss es giren en contra quan un antic tècnic del Laboratori Metal·lúrgic testifica contra Strauss, assenyalant els seus greuges personals i la seva agenda contra Oppenheimer. El Senat li denega un lloc al gabinet.

## Repartiment
| - Cillian Murphy com a J. Robert Oppenheimer - Emily Blunt com a Katherine Oppenheimer - Matt Damon com a Leslie Groves - Robert Downey Jr. com a Lewis Strauss - Florence Pugh com a Jean Tatlock - Josh Hartnett com a Ernest Lawrence - Casey Affleck com a Boris Pash - Rami Malek com a David L. Hill - Kenneth Branagh com a Niels Bohr - Benny Safdie com a Edward Teller - Jason Clarke com a Roger Robb - Dylan Arnold com a Frank Oppenheimer - Gustaf Skarsgård com a Hans Bethe - David Krumholtz com a Isidor Isaac Rabi - Matthew Modine com a Vannevar Bush - Tom Conti com a Albert Einstein - David Dastmalchian com a William L. Borden - Michael Angarano com a Robert Serber - Jack Quaid com a Richard Feynman - Josh Peck com a Kenneth Bainbridge - Olivia Thirlby com a Lilli Hornig - Dane DeHaan com a Kenneth Nichols - Danny Deferrari com a Enrico Fermi - Alden Ehrenreich com a Senate Aide - Jefferson Hall com a Haakon Chevalier - James D'Arcy com a Patrick Blackett - Tony Goldwyn com a Gordon Gray - Devon Bostick com a Seth Neddermeyer - Alex Wolff com a Luis Walter Alvarez - Scott Grimes com a Counsel - Josh Zuckerman com a Giovanni Rossi Lomanitz - Matthias Schweighöfer com a Werner Heisenberg - Christopher Denham com a Klaus Fuchs - David Rysdahl com a Donald Hornig - Guy Burnett com a George Eltenton - Louise Lombard com a Ruth Tolman - Harrison Gilbertson com a Philip Morrison - Emma Dumont com a Jackie Oppenheimer - Trond Fausa Aurvåg com a George Kistiakowsky - Olli Haaskivi com a Edward Condon - Gary Oldman com a Harry S. Truman - Macon Blair com a Lloyd K. Garrison - Harry Groener com a Gale W. McGee - James Remar com a Henry L. Stimson - Gregory Jbara com a Warren Magnuson - Tim DeKay com a John Pastore - James Urbaniak com a Kurt Gödel |

## Producció

### Desenvolupament
Després de la publicació del 2005 de la biografia de J. Robert Oppenheimer American Prometheus de Kai Bird i Martin J. Sherwin, el director Sam Mendes es va interessar per adaptar el llibre a una pel·lícula. Tanmateix, el projecte no es va materialitzar, i els autors es van mostrar pessimistes sobre les perspectives de l'adaptació del llibre a la pantalla. El 2015, J. David Wargo, propietari dels drets cinematogràfics del llibre, va passar per diversos guions amb la intenció d'una adaptació cinematogràfica. Wargo més tard va volar a Hollywood i va conèixer l'actor James Woods, que també havia organitzat una reunió amb Charles Roven, productor de diverses pel·lícules de Christopher Nolan. El 2019, cap al final de la producció de la pel·lícula de ciència-ficció de Nolan Tenet (2020), l'actor Robert Pattinson va donar al director un llibre amb els discursos d'Oppenheimer. Segons Nolan, aquests mostraven a Oppenheimer "lluitar amb les implicacions i les conseqüències del que ha passat i del que [ha] fet". Nolan va pensar que seria interessant representar "com hauria estat ser Oppenheimer en aquells moments" en contrast amb Tenet, que utilitza viatges en el temps per frenar una possible arma de destrucció massiva.
El desembre de 2020, Warner Bros. Pictures va anunciar plans per oferir les seves pel·lícules del 2021 a estrenes simultànies als cinemes i a HBO Max, citant l'impacte de la pandèmia de la COVID-19 en la indústria cinematogràfica. Nolan, que s'havia associat amb l'estudi en cadascuna de les seves pel·lícules a partir d'Insomnia (2002), es va indignar amb la decisió, ja que havia estat un defensor de les sales de cinema. El gener de 2021, els mitjans de comunicació van esmentar la possibilitat que la propera pel·lícula de Nolan fos la primera a no ser finançada ni distribuïda per Warner Bros. A mitjans de 2021, el cineasta ja havia abandonat Warner Bros. i s'havia reunit amb altres estudis per desenvolupar el seu nou projecte. Nolan havia recolzat anteriorment la decisió de l'estudi de donar a Wonder Woman 1984 (2020) un llançament simultani, afirmant que percebia que aquesta situació s'havia gestionat correctament, però va dir que havia estat exclòs de qualsevol discussió sobre el llançament ajornat de Tenet.
El setembre de 2021, es va anunciar que Nolan escriuria i dirigiria una pel·lícula biogràfica ambientada durant la Segona Guerra Mundial sobre Oppenheimer, amb Cillian Murphy en negociacions per protagonitzar-la. El director llegiria la biografia més tard aquell any, i va decidir basar el seu guió al voltant del llibre, alhora que considerava que Oppenheimer era la figura històrica més important que ha viscut mai pel seu paper en la creació de la bomba atòmica. Nolan es va apropar a diversos estudis per al projecte, inclosos Sony Pictures, Universal Pictures, Paramount Pictures i Apple Studios a causa de la seva relació tensa amb Warner Bros. Segons els experts, Paramount va quedar fora de la selecció des del principi arran de la substitució del CEO i president Jim Gianopulos per Brian Robbins, un defensor de l'augment dels llançaments de serveis de streaming. Nolan tenia connexions amb Donna Langley, la presidenta i directora de continguts del grup d'estudis NBCUniversal, que estava d'acord amb la posició del cineasta sobre la indústria del cinema. Com a tal, Universal va acceptar finançar i distribuir la pel·lícula, amb la producció començant el primer trimestre del 2022. L'estudi també va acceptar les estipulacions de Nolan, que incloïen un pressupost de producció de 100 milions de dòlars, un pressupost de màrqueting igual, una estrena exclusiva als cinemes de 90 a 120 dies, el 20 % del "primer dòlar brut" de la pel·lícula i un període de tres setmanes abans i després de l'estrena de la pel·lícula en què Universal no podria estrenar una altra pel·lícula nova.

### Elecció del repartiment
Oppenheimer suposa la sisena col.laboració entre Nolan i Murphy, i la primera en què aquest últim és el protagonista. Per tal de preparar-se el paper, l'actor va fer el que va resumir com "un munt de lectures" sobre la vida d'Oppenheimer. L'octubre de 2021 es va confirmar que Murphy i Emily Blunt interpretarien els papers principals. A finals de 2021, Matt Damon, Robert Downey Jr., Florence Pugh, Rami Malek i Benny Safdie es van sumar al repartiment. A principis del 2022 s'hi van acabar afegint Josh Hartnett, Dane DeHaan, Jack Quaid, Matthew Modine, Dylan Arnold, Olli Haaskivi, Alden Ehrenreich, David Krumholtz, Josh Peck, Rob Morgan, Michael Angarano, Kenneth Branagh, Devon Bostick, i David Dastmalchian.
A la crítica de Newsweek, Malina Saval va qüestionar al director per la seva elecció de Murphy pel paper principal: «Oppenheimer estava en un perpetu estat de crisi d'identitat, lluitant constantment amb el seu judaisme, que una representació molt més autèntica d'ell en la pantalla només pot aconseguir-se a través de l'elecció d'un actor jueu pel paper. Però això no sembla haver-li ocorregut a Nolan». Saval afegí que es tractava "d'un altre exemple evident de com l'impuls col.lectiu de Hollywood per la diversitat, l'equitat i la inclusió pel que fa a la representació en pantalla ha eludit quasi per complet a la comunitat jueva".

### Rodatge
La preproducció estava en marxa el gener de 2022 a Nou Mèxic, on es va fer una crida de càsting de dos dies a Santa Fe i Los Alamos perquè la gent fes una audició per interpretar residents locals, personal militar i científics. Al febrer es va fer una altra convocatòria de càsting. La fotografia principal va començar a finals de febrer de 2022 i va durar 57 dies amb Hoyte van Hoytema com a director de fotografia. Gary Oldman va dir que estaria al plató durant un dia de maig per "una escena, una pàgina i mitja". La filla gran de Nolan, Flora, va filmar una escena en què interpretava a una dona jove en una explosió com a part d'una visió d'Oppenheimer. La seva intenció d'incloure l'escena era transmetre que "la qüestió és que si crees el poder destructiu màxim, també destruirà aquells que et són a prop i estimats" i va considerar que fer-ho era la millor manera d'expressar-ho.
La pel·lícula utilitzava una combinació de pel·lícules de gran format IMAX de 65 mm i 65 mm. També és la primera pel·lícula a rodar seccions en pel·lícula fotogràfica en blanc i negre IMAX, que Kodak va crear i FotoKem va desenvolupar específicament per a la pel·lícula. La segona setmana d'abril, el rodatge va tenir lloc a l'Institut d'Estudis Avançats de Princeton, Nova Jersey. El rodatge també es va produir a Califòrnia, principalment al voltant del campus de la Universitat de Califòrnia, Berkeley. L'equip de producció va filmar escenes a Belen, Nou Mèxic, amb Murphy pujant a una torre d'acer de 100 peus, una rèplica del lloc original utilitzat al Projecte Manhattan, amb mal temps. El rodatge es va acabar el maig de 2022.
El rodatge va implicar l'ús d'explosius reals per recrear la prova nuclear de Trinity, renunciant a l'ús de gràfics generats per ordinador. Es va crear un conjunt especial amb gasolina, propà, pols d'alumini i magnesi. Pel que fa a l'ús de miniatures per als efectes pràctics, el supervisor d'efectes especials de la pel·lícula, Scott R. Fisher, les va anomenar "grans-atures", ja que l'equip d'efectes especials va intentar fer els models el més grans possible. Per fer que els models semblin més a prop de la seva mida natural prevista, l'equip va utilitzar la perspectiva forçada. Com que Los Alamos moderns avui dia té un aspecte força diferent, es va construir una ciutat d'estil dels anys 40 des de zero per a la pel·lícula. També es van aconseguir visualitzacions de les interaccions entre àtoms, molècules i ones d'energia, així com la representació d'estrelles, forats negres i supernoves, mitjançant mètodes pràctics. Nolan va afirmar que la pel·lícula no conté efectes generats per ordinador. Les escenes també es van filmar a la cabana original d'Oppenheimer, que havia estat restaurada. Kai Bird també va estar al plató i impressionat per l'actuació de Murphy com Oppenheimer durant el rodatge.

### Música
Ludwig Göransson va compondre la partitura de la pel·lícula, després de fer-ho per a la pel·lícula anterior de Nolan, Tenet. La partitura de Göransson va aparèixer en un tràiler de la pel·lícula el 8 de maig de 2023. També va aparèixer a l'Opening Look exclusiu de cinc minuts d'Universal Pictures el 13 de juliol. Nolan li havia aconsellat que utilitzés el violí per al tema central d'Oppenheimer a la pel·lícula, amb Göransson remarcant que havia sentit que podia passar del "to més romàntic i bell en una fracció de segon a sons neuròtics i desgarradors, de terror".

## Estrena
Oppenheimer es va estrenar a Le Grand Rex de París l'11 de juliol de 2023, seguida de l'estrena britànica a l'Odeon Luxe Leicester Square de Londres el 13 de juliol i l'estrena americana a l'AMC Loews Lincoln Square de Nova York el 17 de juliol. Tant l'estrena de Londres com la de Nova York es van veure afectades per la vaga de SAG-AFTRA en curs, ja que alguns actors van abandonar l'estrena de Londres abans d'hora i Universal Pictures va cancel·lar l'esdeveniment de la catifa vermella per a l'estrena de Nova York. La presidenta de SAG-AFTRA, Fran Drescher, va afirmar més tard que els estudis van "enganyar" el gremi perquè acceptés una pròrroga de 12 dies per a les negociacions per continuar promocionant pel·lícules d'estiu com Oppenheimer. Oppenheimer es va estrenar a les sales el 21 de juliol de 2023 per Universal Pictures. A més dels cinemes digitals estàndard, també es va estrenar en diversos formats de pel·lícula, com ara IMAX 70 mm (30 impressions), 70 mm estàndard (113 impressions) i 35 mm (unes 80 impressions).
La pel·lícula es va estrenar el mateix dia que Barbie, una pel·lícula de comèdia fantàstica dirigida per Greta Gerwig basada en la franquícia de nines de moda Barbie i de mitjans de Mattel, i distribuïda per Warner Bros. A causa del contrast tonal i de gènere entre les dues pel·lícules, moltes xarxes socials els usuaris van crear mems sobre com les dues pel·lícules atreuen a diferents públics i com s'han de veure com una funció doble. La tendència es va anomenar "Barbenheimer". En una entrevista a La Vanguardia, Cillian Murphy va avalar el fenomen i va dir: "El meu consell seria que la gent vagi a veure les dues, el mateix dia. Si són bones pel·lícules, això és el benefici del cinema".

### Censura a l'Índia
A l'Índia la pel·lícula es va estrenar amb totes les escenes de nuesa, sexe i fumar censurades (però no eliminades) pels realitzadors de la pel·lícula, fet que li va valdre el certificat U/A de la Junta Central de Certificació de Cinema (CBFC) i va mantindre el mateix temps d'execució. L'àudio de l'escena on Tatlock li indica a Oppenheimer que llegeixi un vers de l'escriptura hindú Baghavad-gītā, "M'he convertit en la mort, el destructor de mons", mentre tenia relacions sexuals, es va mantenir intacte. Aquest vers s'associa des de fa molt de temps amb el propi Oppenheimer. Com va informar NDTV, el ministre d'Informació i Radiofusió, Anurag Thakur, va qüestionar com CBFC va certificar la pel·lícula amb aquest vers escoltat durant tal circumstància en primer lloc, i demanà que s'eliminés l'escena. El sector Hindutva es va ofendre i va exigir que l'escena fos retirada. Entre ells es trobaven el periodista Uday Mahurkar, el comissionat d'informació del govern d'Índia i el fundador de Save Culture Save India Foundation; en una carta oberta dirigida al propi Nolan publicada a Twitter, Mahurkar va qualificar l'escena com un "atac directe a les creences religioses de mil milions d'hindús tolerants" i va exigir que s'eliminés de tots els llançaments de la pel·lícula en tot el món. Tot i l'oposició d'aquests elements, la pel·lícula va ser ben rebuda en la major part del país.

### Publicitat i promoció
La campanya de publicitat d'Oppenheimer va començar el 22 de febrer de 2022 quan es va compartir un primer cop d'ull de Murphy vestit d'Oppenheimer. En la imatge en blanc i negre, es veu a Murphy amb una mirada impertorbable mentre es fuma un cigarret. Prenent nota de la història del físic amb el tabaquisme empedreït, Variety va comentar: "Això és certament fidel al registre històric".
El 22 de juny de 2022, exactament un any abans de l'estrena de la pel.lícula als cinemes, es va llançar un pòster teaser. El va seguir el tràiler el 28 de juny de 2022, el 78º aniversari de la primera detonació d'un artefacte atòmic: es va estrenar en projeccions de Nope abans de publicar-se en línia als perfils de les xarxes socials d'Universal. Empire va comentar: "Sembla un material embriagador i melancòlic amb una verdadera sensació de pes, una pel.lícula de Christopher Nolan, en altres paraules". Al desembre de 2022, dos tràilers de la pel.lícula es van estrenar davant les projeccions d'Avatar:The Way of Water, un dels quals va ser exclusiu de les projeccions IMAX i l'altre es mostrava en tots els altres formats. Aquest últim finalment es va publicar en línia.
Al maig de 2023, es va estrenar un tràiler oficial durant les projeccions prèvies de Guardianes de la Galaxia Vol. 3. Posteriorment, es va llançar al públic el 8 de maig de 2023, juntament amb un nou pòster.
L'estrena de la pel.lícula a Londres i Nova York es va veure afectada per la vaga SAG-AFTRA de 2023, per la qual els actors del repartiment van tenir un temps limitat per passar per la catifa vermella i contestar preguntes de la premsa. No obstant, durant la roda de premsa, Nolan va agafar el micròfon i va comunicar que els actors havien abandonat l'estrena per unir-se a la vaga a favor de salaris justos per actors i guionistes de Hollywood.

## Rebuda

### Resposta crítica
Els crítics van elogiar Oppenheimer principalment pel seu guió, les actuacions del repartiment (especialment Murphy i Downey Jr.) i les imatges; va ser citada amb freqüència com una de les millors pel·lícules del 2023 fins aleshores, encara que algunes crítiques es van dirigir a l'escriptura dels personatges femenins. Al lloc web de l'agregador de ressenyes Rotten Tomatoes, el 94% de les crítiques de 409 crítiques són positives, amb una valoració mitjana de 8,6/10. El consens del lloc web diu: "Oppenheimer marca un altre assoliment captivador de Christopher Nolan que es beneficia de l'actuació de Murphy i les impressionants imatges". Metacritic, que utilitza una mitjana ponderada, va assignar a la pel·lícula una puntuació de 88 sobre 100, basada en 68 crítics, la qual cosa indica "aclamació universal". El públic enquestat per CinemaScore va donar a la pel·lícula una nota mitjana de "A" en una escala d'A+ a F, mentre que els enquestats a PostTrak li van donar una puntuació global positiva del 93%, amb un 74% que va dir que definitivament recomanarien la pel·lícula.

### Recaptació
Des del 30 de juliol de 2023, Oppenheimer ha recaptat 174,1 milions de dòlars als Estats Units i el Canadà, i 226,3 milions de dòlars a altres territoris, amb un total mundial de 400,4 milions de dòlars. El fenomen de "Barbenheimer" es va acreditar amb l'augment de l'interès per la pel·lícula, amb un total del 79% de les entrades venudes durant el cap de setmana (27% per a Oppenheimer) per a les dues pel·lícules, un total combinat de 18,5 milions de persones. El cap de setmana d'obertura de la pel·lícula va ser el millor de Nolan per a una pel·lícula original, sent la més alta de la seva filmografia fora de les dues últimes pel·lícules de la trilogia d'"El cavaller fosc". La pel·lícula va guanyar 82,5 milions de dòlars en el primer cap de setmana i 46,2 milions de dòlars en el seu segon cap de setmana, quedant en segon lloc darrere de Barbie.